# Carl Harz
Hans Carl Valentin Harz (* 14. Februar 1860 in Altona; † 13. August 1943 in Lübeck) war ein deutscher Schiffsmakler und Schriftsteller.

## Leben und Wirken
Carl Harz war ein Sohn von Joachim Harz (* 1. Mai 1828 in Dätgen; † 15. Juli 1882 in Altona) und dessen Ehefrau Maria, geborene Behrens (* 13. September 1830 in Burgdorf; † 21. November 1916 in Hamburg). Der Vater arbeitete in Altona als Gastwirt, Zolldeklarant und Stadtverordneter.
Harz besuchte eine Mittelschule und absolvierte in Stade eine Ausbildung zum Buchdrucker. Danach arbeitete er vier Jahre als Schriftsetzer. Nach dem frühen Tod des Vaters übernahm er dessen Gastwirtschaft und Zolldeklarationsstelle. 1894 heiratete er Anna Marie Sophie Aldenrath (* 6. Oktober 1867 in Willendorf; † 8. Oktober 1953 in Reinfeld). Das Ehepaar hatte einen Sohn und vier Töchter.
1888 rief er den „Schifferverband der Unterelbe e. V.“ ins Leben, der großen Zulauf hatte. Danach arbeitete er bis ins hohe Alter als Schiffsmakler.  Außerdem engagierte er sich im Vorstand des Altonaer Hafenvereins und beeinflusste somit die dortige Politik. 
Harz widmete sich insbesondere sozial-religiösen Fragen und schrieb Anzeigen und Artikel, die in Tageszeitungen, Zeitschriften, Flugblättern und Broschüren erschienen.  Seine Utopien konnte er nicht verwirklichen. Die von ihm geschaffenen Vereinigungen „Bund der Menschheitsreligion“, „Soziale Religionsgesellschaft“ und die „Weltfriedensunion“ scheiterten ebenso.
Beginnend 1902 errichtete Harz in Reinfeld einen Seepavillon, eine Villenkolonie und einen Kurbetrieb, ließ einen Kinderspielplatz und Wanderwege anlegen. 1917 zog er selbst nach Reinfeld, wo er sich in der Stadtentwicklung, als Hausmakler und für den Tourismus engagierte. 
1910 war er im damals preußischen Wandsbek an der Gründung der „Gemeinnützigen Gartenstadtgesellschaft Hamburg-Wandsbek e. G. m. b. H.“ beteiligt, die heute noch existiert (Wandsbek-Gartenstadt). 

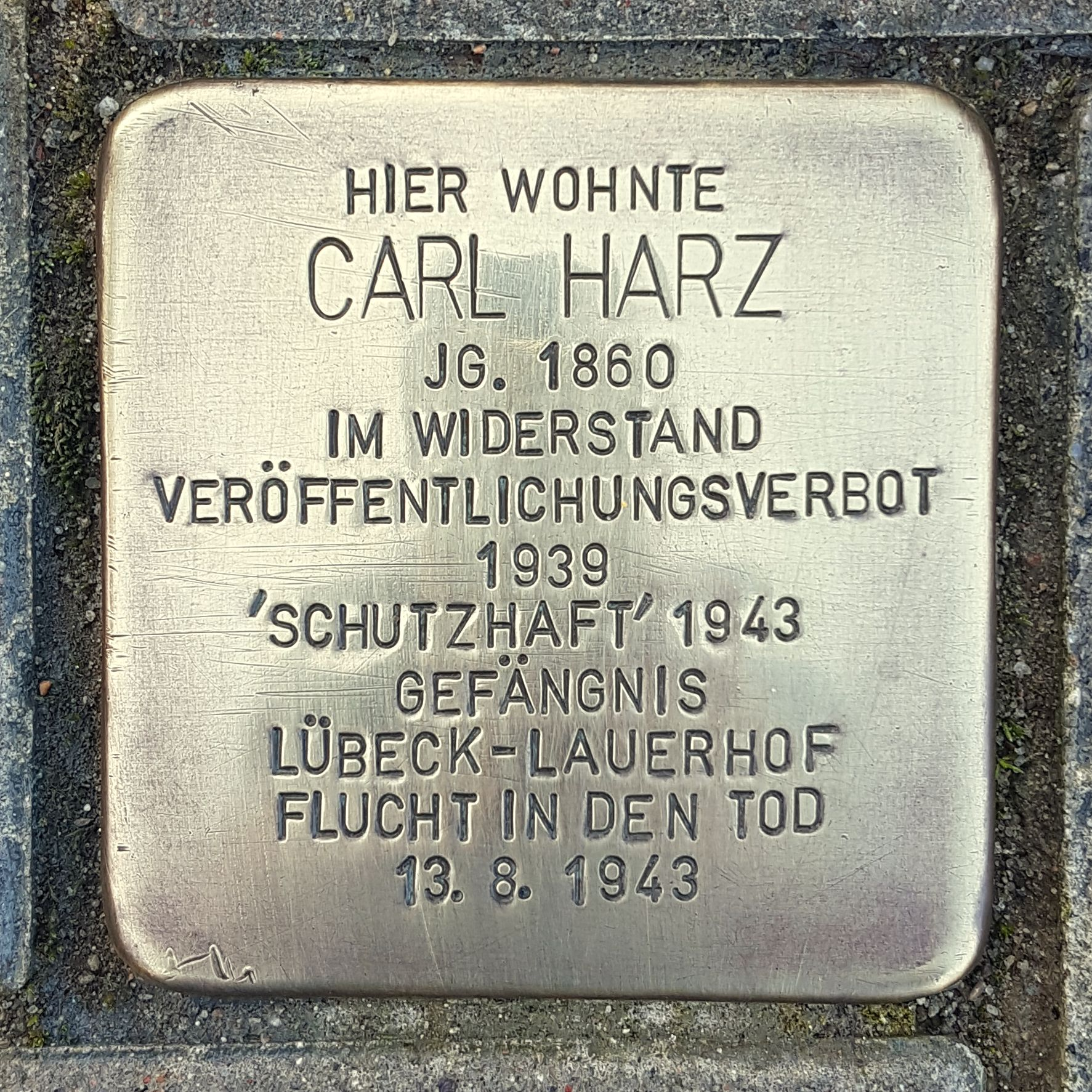
Stolperstein im Gedenken an Carl Harz

1939 wurde er mit einem Publikationsverbot belegt. 1943 schrieb er mit dem Ziel der Beendigung des Krieges eine Protestnote an Adolf Hitler, aufgrund derer er verhaftet wurde. Im Gefängnis Lübeck-Lauerhof starb er 83-jährig vier Wochen später. Es hieß, er habe sich selber umgebracht. 
Heute erinnern in Reinfeld die Carl-Harz-Straße und ein Stolperstein an dies Opfer des Nazi-Regimes.